# Karłowatość śliwy
Karłowatość śliwy (ang. chlorotic necrotic ring spot of prunus) – wirusowa choroba śliwy wywołana przez wirusa karłowatości drzew pestkowych (Prune dwarf virus, PDV).

## Występowanie i szkodliwość
Wirus karłowatości drzew pestkowych ma kilka patovarów. W Polsce wśród roślin uprawnych jeden z nich powoduje karłowatość śliwy, stąd też nazywany bywa wirusem karłowatości śliwy, inny żółtaczkę wiśni, stąd też nazywany bywa wirusem żółtaczki wiśni. Często karłowatość śliwy występuje łącznie z nekrotyczną plamistością drzew pestkowych i ospowatością śliwy. Takie kompleksowe porażenie śliwy przez dwa lub trzy wirusy powoduje natężenie objawów chorobowych.
U śliw PDV powoduje zahamowanie rozwoju drzew. Liście porażonych drzew stają się wąskie, sztywne, mają pofałdowane brzegi, podobne do liści wierzb i często chlorotyczne plamy. Międzywęźla pędów ulegają skróceniu, co nadaje im rozetowaty wygląd. Na owocach brak jakichkolwiek objawów, ale drzewa plonują znacznie gorzej. Czasami choroba nie poraża całego drzewa, lecz tylko niektóre części jego korony. Czasami zdarza się, że po kilku latach choroba przechodzi w stan bezobjawowy.

## Epidemiologia
Wirus PDV przenoszony jest podczas okulizacji i szczepienia sadzonek. Jego okres inkubacji wynosi około 10 miesięcy. Jako rośliny testowe do jego wykrywania wykorzystuje się wiśnię ptasią lub siewki brzoskwini odmiana ‘Elberta’. Obecnie jednak przeważnie wykrywa się go bardziej pewnymi i szybszymi testami serologicznymi (test ELISA).

## Ochrona
Sady śliwowe należy zakładać wyłącznie certyfikowanymi sadzonkami bez wirusów. Do okulizacji i szczepienia należy używać podkładek, zrazów i oczek wolnych od wirusów. Drzewa porażone wirusem należy z sadu usuwać i niszczyć.